# Салвада
Салвада (порт.  Salvada) — фрегезия (район) в муниципалитете Бежа округа Бежа в Португалии. Территория — 59,42 км². Население — 1245 жителей. Плотность населения — 21 чел/км².